# RRRrrrr!!!
RRRrrrr!!! è un film del 2004 diretto da Alain Chabat.

## Trama
Nel 35.000 a.C., la tribù dei Capelli sporchi contende a quella dei Capelli puliti il possesso della formula dello shampoo. La figlia del capo dei Capelli sporchi viene mandata a sedurre i nemici per impadronirsi del prezioso farmaco. La missione della cavernicola, però, si intreccia con un misterioso omicidio, che fa scattare la prima indagine poliziesca nella storia dell'umanità.

## Distribuzione
- 28 gennaio 2004 in Belgio (RRRrrrr!!!)
- 28 gennaio 2004 in Francia (RRRrrrr!!!)
- 4 giugno 2004 in Turchia (RRRrrrr!!!)
- 10 giugno 2004 in Slovenia
- 1º luglio 2004 nei Paesi Bassi (RRRrrrr!!!)
- 23 luglio 2004 in Grecia (Grrrrr!!! Proistorika eglimata)
- 23 luglio 2004 in Polonia (RRRrrrr!!!)
- 1º settembre 2004 negli Emirati Arabi Uniti
- 23 settembre 2004 in Repubblica Ceca (RRRrrrr!!!)
- 30 settembre 2004 in Portogallo
- 2 dicembre 2004 in Thailandia (อาร์ร์ร์! ไข่ซ่าส์! โลกา...ก๊าก!!)
- 16 dicembre 2005 in Brasile
- 18 agosto 2006 in Spagna (¡¡¡Caverrrrnícola!!!)